# Łyszkowice (przystanek kolejowy)
Łyszkowice – nieczynny przystanek osobowy kolei wąskotorowej (Świętokrzyska Kolej Dojazdowa) w Łyszkowicach, w województwie małopolskim, w Polsce.